# 第50次長期滞在

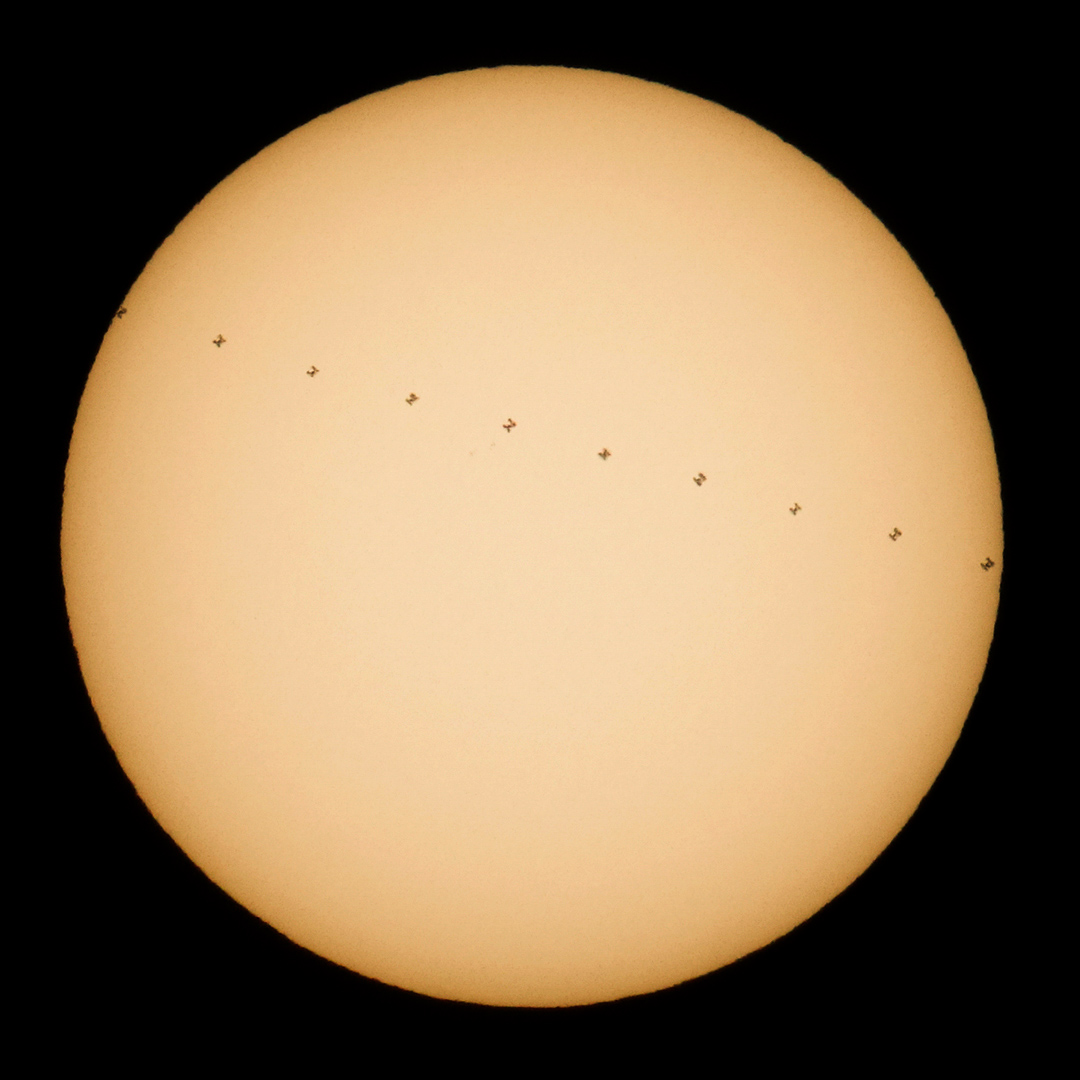
カルフォルニアから観察した2016年12月17日に太陽面を通過するISS

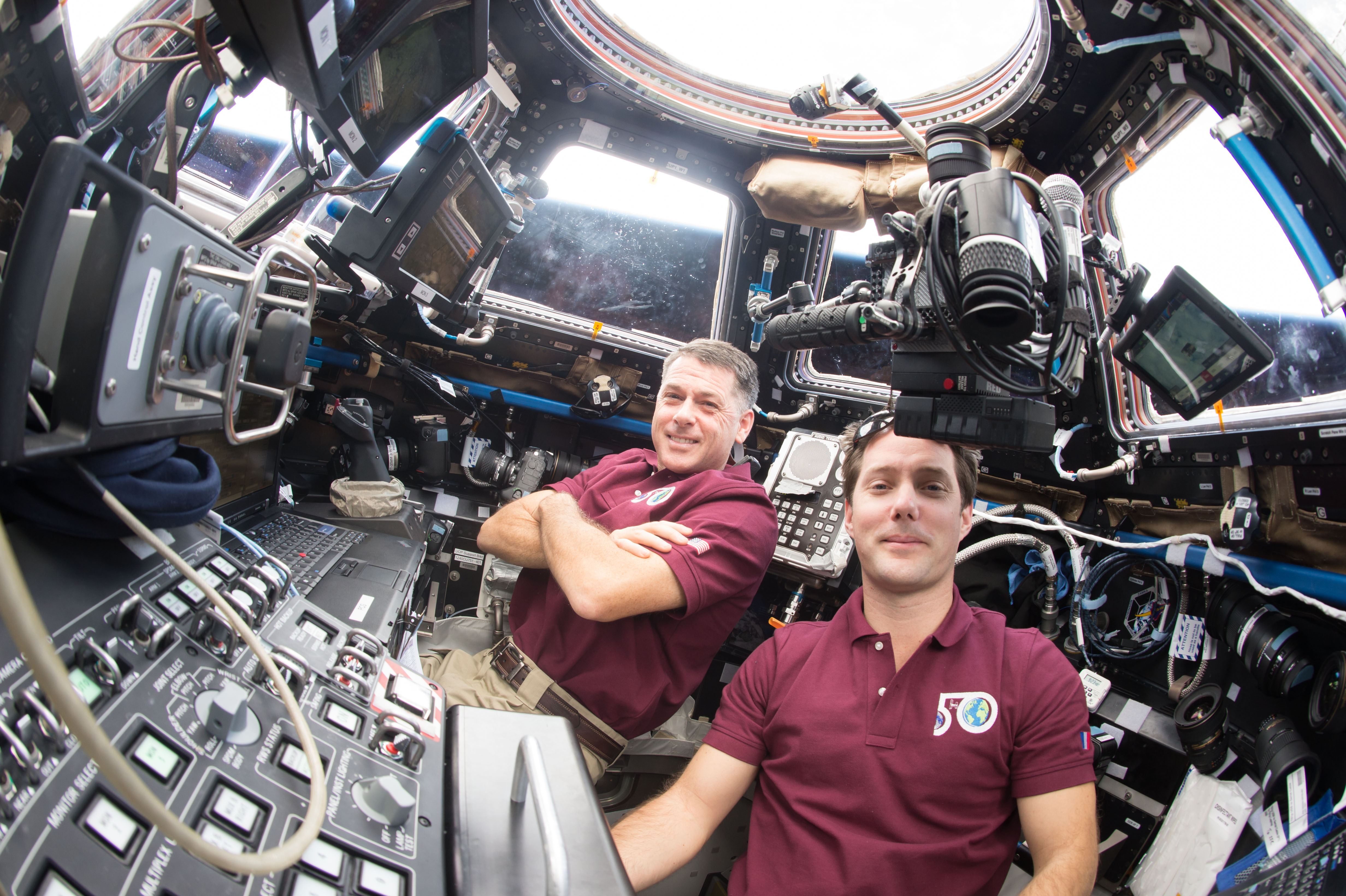
ISSのキューポラ・モジュール内の第50次長期滞在乗組員のペスケ（右）とキンブロー（左）、2016年12月

第50次長期滞在（だい50じちょうきたいざい）は50回目の国際宇宙ステーションでの長期滞在。
シェーン・キンブロー、アンドレイ・ボリセンコおよびセルゲイ・リジコフは第49次長期滞在から移行した。第50次長期滞在は2016年10月28日のソユーズMS-01の出発で始まり、2017年4月10日のソユーズMS-02の出発まで継続した。ソユーズMS-03の乗組員は第51次長期滞在に移行した。
ソユーズMS-03の打ち上げの後、当時56歳のペギー・ウィットソンは宇宙へ飛行した最高齢の女性となった。2017年4月10日に第51次長期滞在の指揮を引き継ぐことによって、ウィットソンは2回のISS長期滞在の指揮をとった初めての女性となった（1回目は2007年 - 2008年の第16次長期滞在）。2016年11月19日にソユーズMS-03が国際宇宙ステーションにドッキングしたことによって、ステーションに滞在する人員は合計6名となった。

## クルー
| ポジション            | 第1期 （2016年10月 - 11月）                 | 第2期 （2016年11月 - 2017年4月）                 |
| --------------------- | ------------------------------------------- | ------------------------------------------------ |
| 船長                  | シェーン・キンブロー、NASA 2回目の宇宙飛行  | シェーン・キンブロー、NASA 2回目の宇宙飛行       |
| 第1フライトエンジニア | セルゲイ・リジコフ、RSA 1回目の宇宙飛行     | セルゲイ・リジコフ、RSA 1回目の宇宙飛行          |
| 第2フライトエンジニア | アンドレイ・ボリセンコ、RSA 2回目の宇宙飛行 | アンドレイ・ボリセンコ、RSA 2回目の宇宙飛行      |
| 第3フライトエンジニア |                                             | ペギー・ウィットソン、NASA 3回目で最後の宇宙飛行 |
| 第4フライトエンジニア |                                             | オレッグ・ノヴィツキー、RSA 2回目の宇宙飛行      |
| 第5フライトエンジニア |                                             | トマ・ペスケ、ESA 1回目の宇宙飛行                |

## ミッションの全体像

### 第49次/第50次長期滞在の打ち上げとドッキング
ソユーズMS-02は2016年10月19日に打ち上げられ、第49次/第50次長期滞在のクルーとなるシェーン・キンブロー
アンドレイ・ボリセンコ
セルゲイ・リジコフを輸送した。MS-02は2016年10月21日にポイスク（MRM-2)モジュールにドッキングした。

### 第50次/第51次長期滞在の打ち上げとドッキング
ソユーズMS-03は2016年11月17日に打ち上げられ、オレッグ・ノヴィツキー、ペギー・ウィットソンおよびトマ・ペスケを輸送した。MS-03は2016年11月19日にラスヴェット（MRM-1）モジュールにドッキングした。

### 活動
2016年12月25日に、クルーは微小重力環境で浮遊しながら、直近に日本の貨物宇宙船で届けられていたクリスマスプレゼントを開けてクリスマスを祝った。宇宙飛行士の一人が軌道上でサンタ帽を被った。フランス人宇宙飛行士のペスケがステーションのクルーと特別なフランス料理を分け合った。ペスケはESA向けのクリスマスの特別ビデオも製作した。

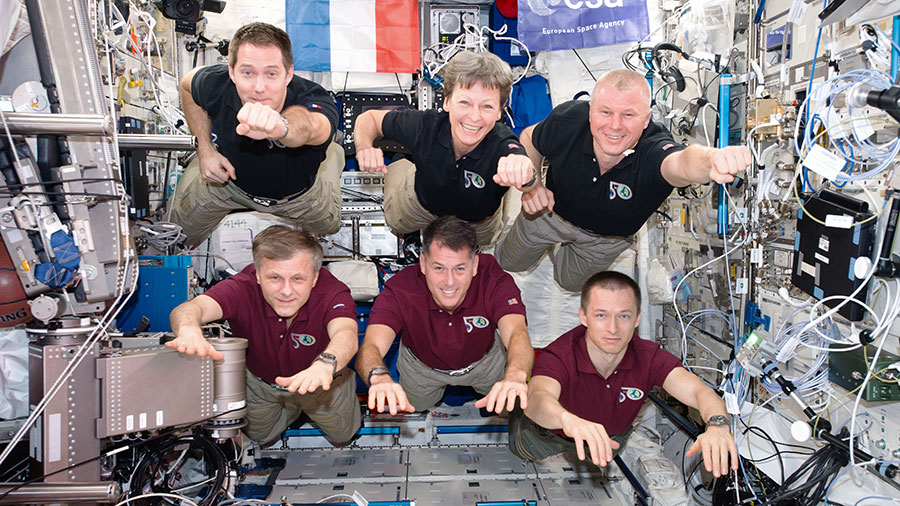
コロンバス研究モジュールの中で集合写真のためにポーズをとる第50次長期滞在の6名のクルー。
（上段左から）トマ・ペスケ、ペギー・ウィットソンおよびオレッグ・ノヴィツキー。
（下段左から）アンドレイ・ボリセンコ、キンブローおよびセルゲイ・リジコフ。

## ISSへの無人宇宙飛行
第50次長期滞在の間、国際宇宙ステーションには複数の補給ミッションが訪れた。
| 宇宙機 - ISS飛行ナンバー      | 国       | ミッション | 打ち上げ機    | 打ち上げ (UTC)          | ドッキング/係留 (UTC) †                           | ドッキング解除/係留解除 (UTC)                     | 期間（ドッキング）                                | 軌道離脱                                          |
| ----------------------------- | -------- | ---------- | ------------- | ----------------------- | ------------------------------------------------- | ------------------------------------------------- | ------------------------------------------------- | ------------------------------------------------- |
| シグナス CRS OA-5 - CRS OA-5  | アメリカ | 輸送       | アンタレス230 | 2016年10月17日 23:45:40 | 2016年10月23日 11:28                              | 2016年11月21日 12:35                              | 29日 1時間 7分                                    | 2016年11月27日 23:36                              |
| プログレスMS-04 - ISS-65P     | ロシア   | 輸送       | ソユーズU     | 2016年12月1日 14:51:45  | 軌道到達前に宇宙機が第3段から分離；ミッション失敗 | 軌道到達前に宇宙機が第3段から分離；ミッション失敗 | 軌道到達前に宇宙機が第3段から分離；ミッション失敗 | 軌道到達前に宇宙機が第3段から分離；ミッション失敗 |
| こうのとり6号機 - HTV-6       | 日本     | 輸送       | H-IIB         | 2016年12月9日 13:26:47  | 2016年12月13日 10:37                              | 2017年1月27日 15:45                               | 45日 5時間 8分                                    | 2017年2月5日 15:06                                |
| スペースX CRS-10 - CRS SpX-10 | アメリカ | 輸送       | ファルコン9   | 2017年2月19日 14:39:00  | 2017年2月23日 13:12                               | 2017年3月19日 09:11                               | 23日 19時間 54分                                  | 2017年3月19日 14:00                               |
| プログレスMS-05 - ISS-66P     | ロシア   | 輸送       | ソユーズU     | 2017年2月22日 05:58:33  | 2017年2月24日 08:34                               | 2017年7月20日 17:46                               | 146日 9時間 16分                                  | 2017年7月20日 20:58                               |

## 宇宙遊泳
| EVA # | 宇宙遊泳者 | 開始 (UTC)          | 終了 (UTC)          | 期間      |
| EVA 1 | ペギー・ウィットソン シェーン・キンブロー | 2017年1月6日 11:23  | 2017年1月6日 17:55  | 6時間32分 |
| EVA 1 | 3A電力チャンネルの新しいバッテリーへのアダプタープレートとケーブルの設置、AMSの撮影、カメラの取り外しとイーサネットケーブルの引き回し。 |                     |                     |           |
| EVA 2 | シェーン・キンブロー トマ・ペスケ | 2017年1月13日 11:22 | 2017年1月13日 17:20 | 5時間58分 |
| EVA 2 | 主な目的：エクスプレスパレット（EP）からのアダプタープレートEおよびFの取り出し、スロット6へのアダプタープレートFの設置、アダプタープレートFへのバッテリー4の移設、スロット4へのアダプタープレートE設置、アダプタープレートDの取り出しとスロット2への設置、スロット1およびスロット5のリチウムイオン電池のH1ボルトの増し締め 先行タスク：ノード3のシールドバンドル#3の一時的な収納、モバイルトランスポーターリレーアセンブリー（MTRA）カメラ・ライト・パンおよびチルト・アセンブリー（CLPA）の交換、ラッチングエンドエフェクター（LEE）のワークサイトインターフェースフィクスチャー（WIF）アダプターの回収と修理、S0後方からZ1前方（ネズミの巣）のフォトマッピング、太陽電池ブランケットボックス（SABB）の拘束の確保、ノード3へのシールドバンドル#2の再配置 |                     |                     |           |
| EVA 3 | シェーン・キンブロー トマ・ペスケ | 2017年3月24日 11:24 | 2017年3月24日 17:58 | 6時間34分 |
| EVA 3 | 移動のためのPMAの準備、EXT-2 MDMの撤去と新しいEPIC MDMへの交換、写真撮影、カナダアーム2末端機の潤滑及びラジエターバルブの検査 |                     |                     |           |
| EVA 4 | シェーン・キンブロー ペギー・ウィットソン | 2017年3月30日 12:29 | 2017年3月30日 19:33 | 7時間4分  |
| EVA 4 | EXT-1 MDMの撤去と新しいEPIC MDMへの交換、PMA-3カバーとともに失われたシールドの交換を含むノード3の軸シールドの設置、PMA-3カマーバンドの設置、PMA-3カバーの取り外し、PMA-3の接続、ノード3ポートのCDCの閉鎖、ハーモニーモジュールの地球側係留ポートの検査と清掃 |                     |                     |           |